# آونگ موزیک
آونگ موزیک ناشر موسیقی ایرانی آمریکایی مستقر در لس‌آنجلس، کالیفرنیا است.آونگ موزیک شرکت اصلی Avang Records Inc، Avang TV و Mystery4 Productions است که تمامی رویدادهای زنده و کنسرت‌های سازماندهی شده توسط آونگ موزیک را مدیریت می‌کند. این شرکت موسیقی از طیف وسیعی از ژانرها از جمله موسیقی پاپ، راک، کلاسیک و سنتی ایرانی تولید و توزیع‌کرده‌است.
کمپانی آونگ علاوه‌ر تولید و توزیع موسیقی، مسئولیت تولید و توزیع موسیقی را نیز برعهده دارد، درحالیکه Avang TV موزیک‌ویدیوها، مصاحبه‌ها و سایر محتوای مرتبط با موسیقی را پخش می‌کند. Mystery4 Productions رویدادها و کنسرت‌های زنده را که توسط آونگ موزیک برگزار می‌شود، برگزار می کند و کنسرت‌ها و نمایش‌هایی را با حضور هنرمندان موسیقی ایرانی برگزار‌کرده‌است.

## آلبوم شناسی
| نام آلبوم         | نام خواننده               | سال           |
| ----------------- | ------------------------- | ------------- |
| امان از           | داریوش اقبالی             | ۱۹۹۲ (۱۳۷۱ ش) |
| آشفته‌بازار        | داریوش اقبالی             | ۱۹۹۶ (۱۳۷۵ ش) |
| خورشید خانوم      | ابی                       | ۱۹۹۶ (۱۳۷۵ ش) |
| عطر تو            | ابی                       | ۱۹۹۶ (۱۳۷۵ ش) |
| یا رب             | هایده                     | ۱۹۹۶ (۱۳۷۵ ش) |
| تاج ترانه         | ابی                       | ۱۹۹۷ (۱۳۷۶ ش) |
| فریاد             | سیاوش شمس                 | ۱۹۹۷ (۱۳۷۶ ش) |
| اقیانوس خالی      | هلن ماتئوسیان             | ۱۹۹۷ (۱۳۷۶ ش) |
| قاب شیشه ای       | سیاوش قمیشی               | ۱۹۹۸ (۱۳۷۷ ش) |
| کوچه              | عبدالحسن ستارپور          | ۱۹۹۸ (۱۳۷۷ ش) |
| برف               | فرهاد مهراد               | ۱۹۹۸ (۱۳۷۷ ش) |
| طلوع کن           | ابی                       | ۱۹۹۹ (۱۳۷۸ ش) |
| بوی خوش عشق       | بیژن مرتضوی               | ۱۹۹۹ (۱۳۷۸ ش) |
| ماه و ستاره       | هلن ماتئوسیان             | ۱۹۹۹ (۱۳۷۸ ش) |
| آواز خاموش        | بیژن مرتضوی               | ۲۰۰۰ (۱۳۷۹ ش) |
| پندار نیک         | پیروز                     | ۲۰۰۱ (۱۳۸۰ ش) |
| دنیا              | شهرام شبپره               | ۲۰۰۱ (۱۳۸۰ ش) |
| هدیه              | حمیرا                     | ۲۰۰۱ (۱۳۸۰ ش) |
| راز هلن           | هلن ماتئوسیان             | ۲۰۰۱ (۱۳۸۰ ش) |
| خلوت من           | اندی                      | ۲۰۰۲ (۱۳۸۱ ش) |
| پیروزی            | امید سلطانی               | ۲۰۰۲ (۱۳۸۱ ش) |
| یه قطره دریا      | بیژن مرتضوی               | ۲۰۰۳ (۱۳۸۲ ش) |
| نقش زیبا          | جمشید مقدم                | ۲۰۰۳ (۱۳۸۲ ش) |
| نگاه تو           | هلن ماتئوسیان             | ۲۰۰۳ (۱۳۸۲ ش) |
| پلاتینوم          | اندی                      | ۲۰۰۴ (۱۳۸۳ ش) |
| راه من            | داریوش اقبالی             | ۲۰۰۴ (۱۳۸۳ ش) |
| جوونی             | حبیب محبیان و محمد محبیان | ۲۰۰۴ (۱۳۸۳ ش) |
| مهتاب عشق         | حمیرا                     | ۲۰۰۴ (۱۳۸۳ ش) |
| خوش آمدی          | جمشید مقدم                | ۲۰۰۴ (۱۳۸۳ ش) |
| برای دیدن تو      | هنگامه                    | ۲۰۰۴ (۱۳۸۳ ش) |
| آتیش              | شهرام شبپره               | ۲۰۰۵ (۱۳۸۴ ش) |
| بیست              | کامران و هومن             | ۲۰۰۵ (۱۳۸۴ ش) |
| حسرت پرواز        | ابی                       | ۲۰۰۶ (۱۳۸۵ ش) |
| انتظار            | امید سلطانی               | ۲۰۰۶ (۱۳۸۵ ش) |
| City Of Angles    | اندی                      | ۲۰۰۶ (۱۳۸۵ ش) |
| خودشه             | حبیب محبیان و محمد محبیان | ۲۰۰۶ (۱۳۸۵ ش) |
| فریبانه           | جمشید مقدم                | ۲۰۰۶ (۱۳۸۵ ش) |
| سبک سنگین         | شهرام آذر                 | ۲۰۰۶ (۱۳۸۵ ش) |
| فرودگاه           | اندی                      | ۲۰۰۷ (۱۳۸۶ ش) |
| ریمیکس            | کامران و هومن             | ۲۰۰۷ (۱۳۸۶ ش) |
| ترانه‌ای برای ایکس | افشین جعفری               | ۲۰۰۸ (۱۳۸۷ ش) |
| اولین نگاه        | جمشید مقدم                | ۲۰۰۸ (۱۳۸۷ ش) |
| یادگاری           | ابی، کامران و هومن        | ۲۰۰۹ (۱۳۸۸ ش) |
| ضربان             | شهاب تیام                 | ۲۰۰۹ (۱۳۸۸ ش) |
| سپاسگزار          | مرتضی برجسته              | ۲۰۰۹ (۱۳۸۸ ش) |
| شب میلاد          | امید سلطانی               | ۲۰۱۰ (۱۳۸۹ ش) |
| یادگاری           | سیاوش قمیشی               | ۲۰۱۱ (۱۳۸۹ ش) |
| حس تنهایی         | ابی                       | ۲۰۱۱ (۱۳۹۰ ش) |
| هدیه              | شهرام صولتی               | ۲۰۱۱ (۱۳۹۰ ش) |
| شناسنامه          | کامران و هومن             | ۲۰۱۱ (۱۳۹۰ ش) |
| همیشه             | پیروز                     | ۲۰۱۲ (۱۳۹۱ ش) |
| طرفدار            | شادمهر عقیلی              | ۲۰۱۲ (۱۳۹۱ ش) |
| تار تا گیتار      | شهرام شبپره               | ۲۰۱۲ (۱۳۹۱ ش) |
| فردا              | فرشید امین                | ۲۰۱۳ (۱۳۹۲ ش) |
| نامحدود           | منصور جعفری               | ۲۰۱۳ (۱۳۹۲ ش) |
| دنیای تازه        | هلن ماتئوسیان             | ۲۰۱۵ (۱۳۹۳ ش) |
| بابام میگفت       | افشین جعفری               | ۲۰۱۷ (۱۳۹۵ ش) |
| پادشاه            | سامی بیگی                 | ۲۰۱۸ (۱۳۹۶ ش) |
| ثانیه‌ها           | شهاب تیام                 | ۲۰۱۸ (۱۳۹۶ ش) |
| طلوع گربه‌ها       | بلک کتس                   | ۲۰۲۲ (۱۴۰۱ ش) |